# Редискул
Редиску́л — ботанічна пам'ятка природи місцевого значення в Україні. Об'єкт розташований на території Верховинського району Івано-Франківської області, неподалік від села Буркут. 
Площа 3,2 га, статус отриманий у 1972 році. 